# Kalittogai
| Sangam-Literatur |
| --- |
| Ettuttogai („acht Anthologien“) |
| - Natrinai - Kurundogai - Aingurunuru - Paditruppattu - Paripadal - Kalittogai - Agananuru - Purananuru                                                                             |
| Pattuppattu („zehn Gesänge“) |
| - Tirumurugatruppadai - Porunaratruppadai - Sirupanatruppadai - Perumbanatruppadai - Mullaippattu - Maduraikkanchi - Nedunalvadai - Kurinchippattu - Pattinappalai - Malaipadukadam |

Das Kalittogai (Tamil: கலித்தொகை Kalittokai [ˈkalit̪ːoɦɛi̯] „Sammlung im Kali-Versmaß“) ist ein Werk der alttamilischen Sangam-Literatur. Es handelt sich um eine Anthologie von 150 Liebesgedichten. Das Kalottogai gehört zu den späteren Werken der Sangam-Literatur und wird zur Gruppe der „acht Anthologien“ (Ettuttogai) gezählt.

## Formale Aspekte
Von den zwei Genres der Sangam-Literatur (Liebes- und Heldendichtung) vertritt das Kalittogai das Genre der Liebesdichtung (agam). Die 150 Gedichte des Kurundogai sind im namensgebenden Kali-Versmaß geschrieben und haben eine Länge von 11 bis 80 Zeilen. Das erste Gedicht ist ein Einleitungsvers mit einer Anrufung des Gottes Shiva. Zum Kalittogai existiert ein ausführlicher Kommentar des Autors Nachinarkkiniyar aus dem 14. Jahrhundert.
Das Kalittogai ist in fünf Abschnitte unterschiedlicher Länge unterteilt. Die Unterteilung folgt dem alttamilischen Konzept der fünf tinais – Liebessituationen, die jeweils mit einem bestimmten Landschaftstyp assoziiert werden. Der erste Abschnitt spielt in der Wüste (palai), der zweite in der Berglandschaft (kurinchi), der dritte im Ackerland (marutam), der vierte im Weideland (mullai) und der fünfte an der Küste (neydal). Jeder der fünf Abschnitte wird traditionell jeweils einem einzelnen Dichter zugeschrieben, namentlich Perungadungon (Wüste), Kabilar (Berge), Marudanilangan (Ackerland), Cholan Nalluttiran (Weideland) und Nallanduvanar (Küste). Die Zuschreibung der Autoren ist aber aus chronologischen Gründen zweifelhaft und wird auch nicht einhellig durch die Manuskripttradition gestützt.

## Datierung
Die großen stilistischen und sprachlichen Abweichungen machen es deutlich, dass das Kalittogai gemeinsam mit den beiden anderen Werken Paripadal und Tirumurugatruppadai jüngeren Datums ist als der Rest des Sangam-Korpus. Die absolute Chronologie der Texte ist nicht sicher, doch wird für das Kalottogai ein Entstehungszeitraum im 6. Jahrhundert n. Chr. vorgeschlagen.

## Überlieferungs- und Editionsgeschichte

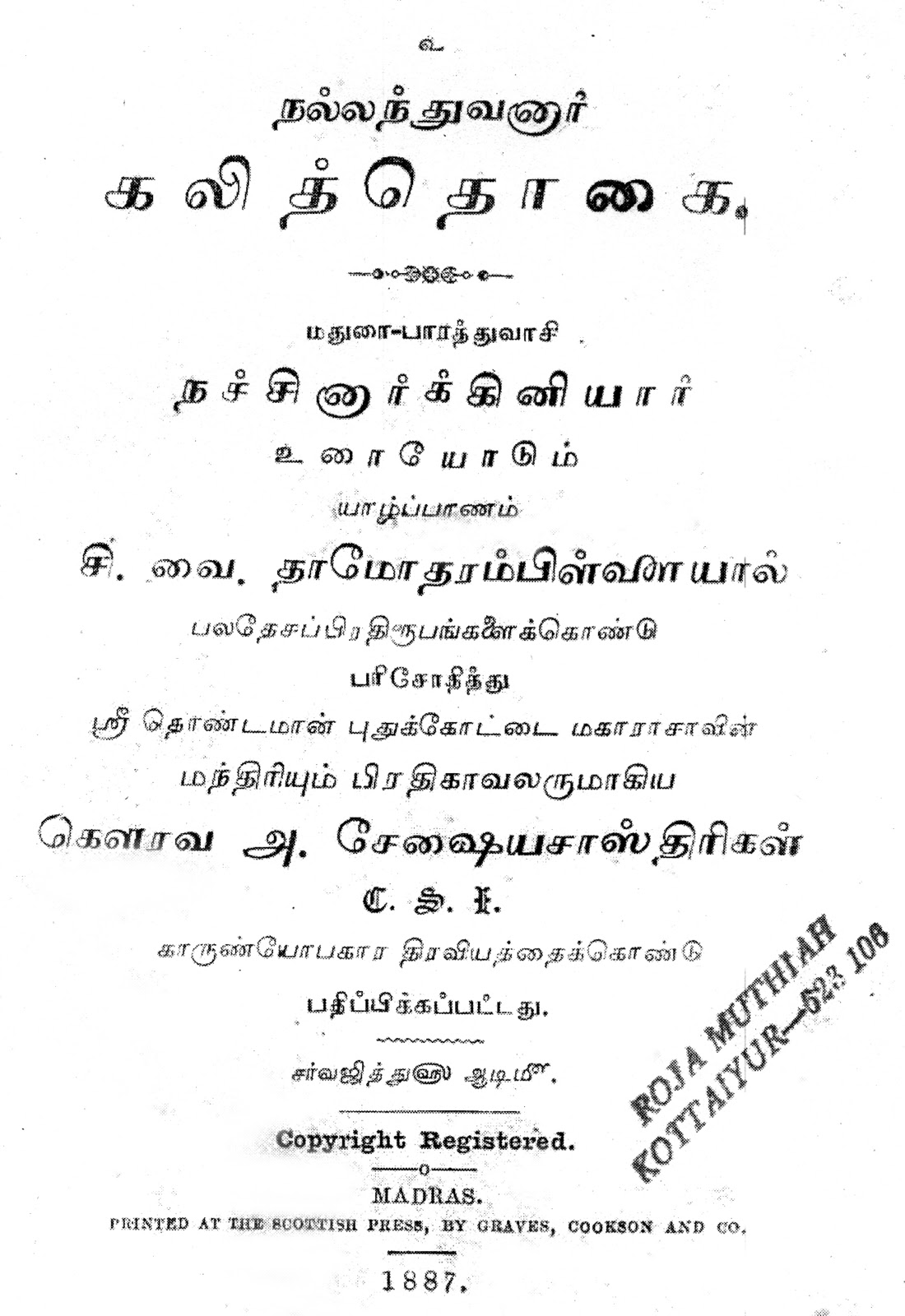
Titelblatt von C. W. Damodaram Pillais Erstausgabe des Kalittogai (1887)

Zum Kalittogai existiert ein Kommentar des Autors Nachinarkkiniyar aus dem 14. Jahrhundert. Wie die anderen Werke der alten Tamil-Literatur wurde es über Jahrhunderte in Form von Palmblattmanuskripten überliefert. Die erste gedruckte Textausgabe des Kalittogai wurde 1887 von C. W. Damodaram Pillai veröffentlicht. Dabei handelte es sich um die erste gedruckte Ausgabe eines Sangam-Textes mit Ausnahme des Tirumurugatruppadai, das wegen seiner religiösen Bedeutung eine Sonderrolle einnahm.